# 사울 코코
사울 바실리오 코코바세이 오우비냐(스페인어: Saúl Basilio Coco-Bassey Oubiña, 1999년 2월 9일 ~ )는 세리에 A 클럽 토리노에서 센터백으로 활약하고 있는 적도 기니의 프로 축구 선수이다. 스페인에서 태어난 그는 적도 기니를 대표하는 국가대표 선수이다.

## 어린 시절
코코는 카나리아 제도 란사로테섬에서 바실리오 코코바세이 이양가와 스페인인 어머니 사이에서 태어났다. 그의 아버지는 적도 기니 출신의 전 축구 선수이자 현 코치로, 1987-88년 시즌에 형 루이스(코코의 삼촌)와 함께 카나리아 클럽 CDU 푸에르토 델 카르멘에서 뛰었다. 코코는 친할아버지를 통해 나이지리아 출신이기도 하다.

## 구단 경력
코코는 2016년 7월, 오리엔타시온 마리티마(아버지의 훈련을 받았던 곳)와 라스팔마스를 대표하여 에스파뇰의 유소년 팀에 합류했다. 2018년 8월, 팀 구성을 마친 후 시즌을 위해 테르세라 디비시온의 오르타로 임대되었다.
코코는 2018년 8월 18일, 3-1로 승리한 피게레스와의 홈 경기에서 후반 교체 투입되어 시니어 무대에 데뷔했다. 이듬해 7월 18일, 그는 친정팀 라스팔마스로 복귀하여 4부 리그에서도 C팀에 합류했다.
2020-21년 시즌을 앞두고 세군다 디비시온 B의 리저브팀으로 승격된 코코는 2020년 12월 17일, 알바로 레모스와 교체되어 바레아와의 원정 경기에서 시즌 코파 델 레이 4-0으로 승리하며 1군 데뷔 전을 치렀다. 2022년 6월 15일, 그는 2025년까지 재계약을 체결하며 주전으로 확실히 승격했다.
2024년 7월 17일, 코코는 세리에 A 클럽 토리노와 4년 계약을 체결했다.

## 국가대표팀 경력
적도 기니, 나이지리아, 스페인 국가대표로 출전할 자격이 있는 코코는 2017년 8월에 적도 기니 국가대표팀에 소집되었다. 9월 3일, 베냉과의 친선 경기에서 파블로 가네트와 교체되어 국가대표 데뷔 전을 치렀고, 이로써 67년 만에 란사로테섬 출신으로는 처음으로 국가대표에 소집된 선수가 되었다. 이후 심판과 그의 부심이 적도 기니 출신이었기 때문에, 이 경기는 FIFA 기록에서 제외되었다.
코코는 2018년 11월 17일, 세네갈과의 2019년 아프리카 네이션스컵 예선 경기에 출전하면서 적도 기니 국가대표팀에 합류했다. 그는 2021년 10월 7일, 잠비아와의 2022년 FIFA 월드컵 예선 홈 경기에서 6번째 출전 만에 첫 국가대표 골을 넣으며 2-0으로 승리했다. 그는 카메룬에서 열린 2021년 아프리카 네이션스컵 8강 진출을 위해 팀의 모든 경기에 출전했으며, 지난 16일 말리와의 승부차기 승리에서 득점을 기록했다.